# JC Lipon
JC Lipon (* 10. Juli 1993 in Regina, Saskatchewan) ist ein kanadischer Eishockeyspieler, der seit Juli 2025 beim italienischen Klub HC Pustertal aus der ICE Hockey League unter Vertrag steht und dort auf der Position des rechten Flügelstürmers spielt. Zuvor bestritt Lipon unter anderem 475 Spiele in der American Hockey League (AHL) und absolvierte darüber hinaus neun Partien für die Winnipeg Jets in der National Hockey League (NHL).

## Karriere

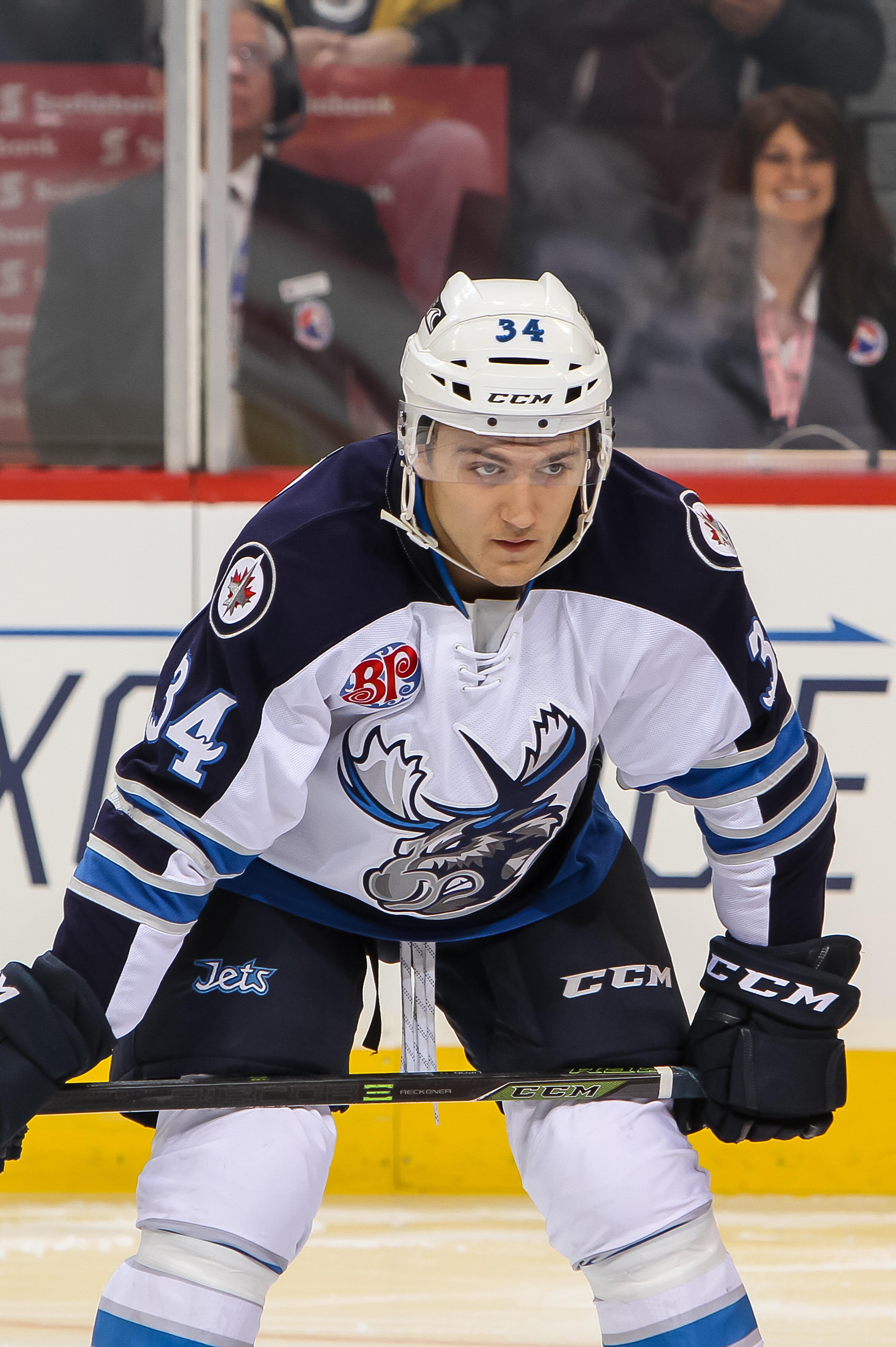
Lipon im Trikot der Manitoba Moose (2016)

Lipon schloss sich zur Saison 2009/10 den Kamloops Blazers aus der Western Hockey League (WHL) an. Dort konnte der rechte Flügelstürmer mit 13 und 21 Scorerpunkten in seinen ersten beiden Spieljahren nur selten überzeugen. Erst in der Saison 2011/12 steigerte er seine Punktausbeute auf 65. Dennoch wurde er im zweiten Sommer in Folge im NHL Entry Draft von den Franchises der National Hockey League (NHL) nicht beachtet und blieb ungedraftet. Erst im Spieljahr 2012/13 empfahl sich Lipon aufgrund seiner Leistungen für eine Profikarriere in der NHL. Seine 89 Scorerpunkte sorgten dafür, dass der Stürmer im NHL Entry Draft 2013 in der dritten Runde an 91. Stelle von den Winnipeg Jets ausgewählt wurde.
Die Jets nahmen Lipon zwei Monate nach dem Draft schließlich unter Vertrag und setzten ihn ab der Saison 2013/14 bei den St. John’s IceCaps in der American Hockey League (AHL) ein. Dort verbrachte Lipon auch die Spielzeit 2014/15, ehe er sich bei den Manitoba Moose in derselben Liga wiederfand, nachdem die Jets ihren Kooperationspartner im Sommer 2015 umgesiedelt hatten. Im Verlauf der Saison 2015/16 kam er zu seinem NHL-Debüt und lief neunmal für Winnipeg auf. Letztlich spielte der Kanadier bis zum Ende der Saison 2019/20 für die Moose in der AHL, ehe er sich im August 2020 dem lettischen Hauptstadtklub Dinamo Riga aus der Kontinentalen Hockey-Liga (KHL) anschloss.
Dort blieb der Kanadier bis zum Februar 2021, ehe er für den Rest der Saison zum schwedischen Klub IK Oskarshamn in die Svenska Hockeyligan (SHL) wechselte. Im August desselben Jahres wechselte Lipon schließlich zu den Straubing Tigers aus der Deutschen Eishockey Liga (DEL). Bereits nach einer Woche wurde der Vertrag auf Wunsch des Spielers aber bereits wieder aufgelöst, nachdem er ein Angebot des HK Sotschi erhalten hatte und somit in die KHL zurückkehrte. Für Sotschi spielte der Kanadier allerdings nur bis Ende Dezember desselben Jahres, ehe er innerhalb der KHL zum HK Sibir Nowosibirsk wechselte. Dort erfüllte er seinen Vertrag bis zum Ende der Saison 2021/22, ehe der Kanadier im Juli 2022 erneut zu den Straubing Tigers in die Deutsche Eishockey Liga (DEL) wechselte.
Nach drei Jahren verließ Lipon die Straubinger und wechselte zum italienischen Klub HC Pustertal in den Spielbetrieb der ICE Hockey League.

### International
Lipon spielte bei der World U-17 Hockey Challenge 2010 für das Team Canada Western. Zudem war er Mitglied des kanadischen Teams, das bei der U20-Junioren-Weltmeisterschaft 2013 im russischen Ufa antrat und den vierten Platz belegte.

## Karrierestatistik

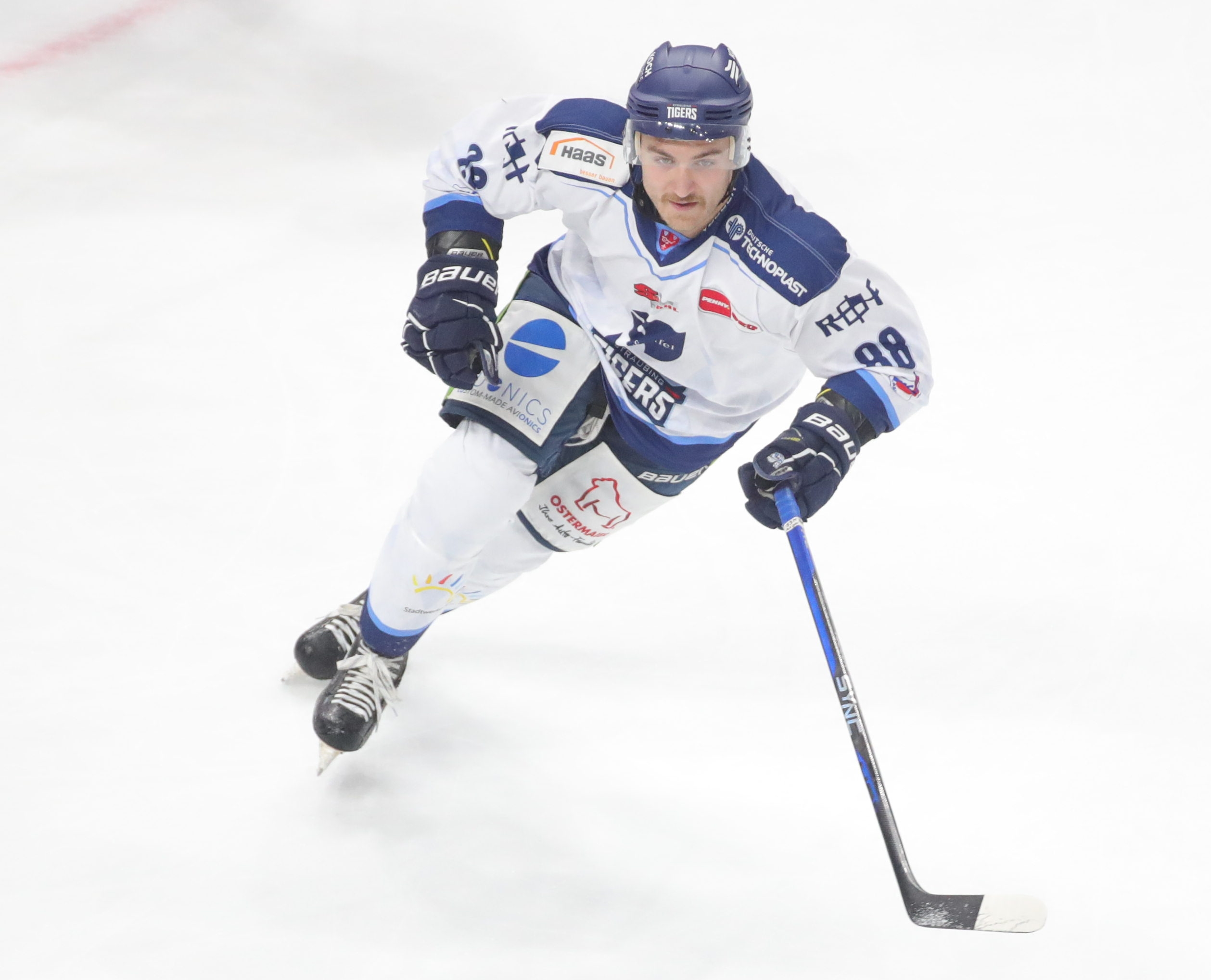
Lipon als Spieler der Straubing Tigers (2022)

Stand: Ende der Saison 2024/25

### International
Vertrat Kanada bei:
- World U-17 Hockey Challenge 2010
- U20-Junioren-Weltmeisterschaft 2013

(Legende zur Spielerstatistik: Sp oder GP = absolvierte Spiele; T oder G = erzielte Tore; V oder A = erzielte Assists; Pkt oder Pts = erzielte Scorerpunkte; SM oder PIM = erhaltene Strafminuten; +/− = Plus/Minus-Bilanz; PP = erzielte Überzahltore; SH = erzielte Unterzahltore; GW = erzielte Siegtore; 1 Play-downs/Relegation; Kursiv: Statistik nicht vollständig)